# Faïencerie de Saint-Cloud
La Faïencerie de Saint-Cloud, dite Manufacture Royale de Saint-Cloud était une manufacture de porcelaine créée par Colbert en vue de produire de la porcelaine. Elle était implantée sur les bords de la Seine à Saint-Cloud, où se trouve actuellement le quai du Président-Carnot.
C'était la première manufacture de porcelaine d’Europe.
Son existence s'étend de 1664 à 1766, cette courte durée donnant une très grande valeur à ses pièces.
Elle produisit de la faïence sur toute sa durée. La porcelaine tendre commença à être fabriquée en 1693 jusqu'à la fermeture de la manufacture.
Elle est célèbre pour l'invention et la fabrication de la porcelaine de Saint-Cloud.
La rue de la Faïencerie à Saint-Cloud en perpétue le souvenir.